# Reprezentacja Luksemburga w Pucharze Gordona Bennetta
W zawodach balonów wolnych o Puchar Gordona Bennetta poszczególne kraje mogą reprezentować maksymalnie trzy zespoły składające się z dwóch osób. Po raz pierwszy udział załogi z Luksemburga miał miejsce podczas 63. zawodów rozegranych w 2019 roku.

## Wyniki
Osiągnięcia drużyn w poszczególnych zawodach
| Edycja zawodów | Data       | Miejsce zawodów       | Lokata | Załoga                      | Balon                   | Czas lotu [h] | Odległość [km] |
| -------------- | ---------- | --------------------- | ------ | --------------------------- | ----------------------- | ------------- | -------------- |
| 63             | 13.09.2019 | Montbéliard (Francja) | 18     | Carlo Arendt, Claude Sauber | G-CGOZ Cameron Balloons | 42:47         | 28,89          |